# Polyardis fallax
Polyardis fallax är en tvåvingeart som beskrevs av Boris Mamaev 1993. Polyardis fallax ingår i släktet Polyardis och familjen gallmyggor. Inga underarter finns listade i Catalogue of Life.